# .cam
.cam es un dominio de internet creado el 16  de junio de  2016 y disponible para el público el 14  de diciembre de  2016.
Este dominio es "genérico", no tiene restricciones.
Este es el dominio ideal si el .com ya no está disponible porque es fácil de recuperar y corto.
.Cam es el 56o TLD más importante según la compra de dominios.

## Historia
Inicialmente, había 3 solicitantes: Demand Media (actualmente Leaf Group), Famous Four Media (actualmente GRS Domains) y AC Webconnecting Holding BV. Verisign presentó una Objeción de confusión de .cam en contra .com al American Arbitration Association. Verisign prevaleció en la objeción contra la solicitud de Demand Media que apeló la decisión y finalmente ganó. Después de un proceso de subasta, AC Webconnecting Holding B.V. siguió siendo el único solicitante para el nuevo gTLD.